# Lago Mono

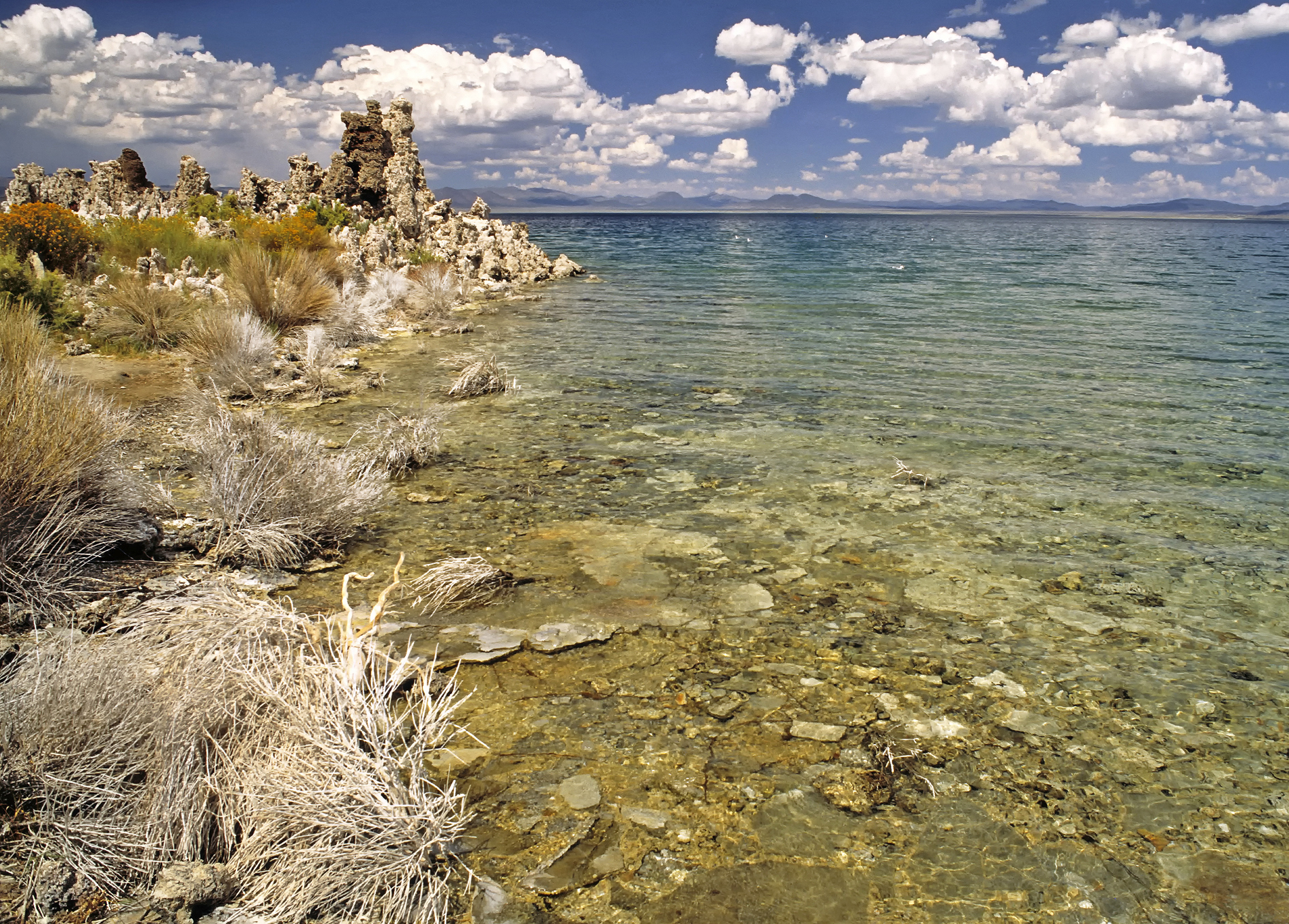
Ribera del lago Mono.

El lago Mono (del inglés: Mono Lake) es un lago estadounidense grande y poco profundo, de soda salina que se localiza en el condado de Mono, en el estado de California, a pocos kilómetros de la frontera con Nevada. Se formó hace al menos 760 000 años atrás como lago terminal de una cuenca endorreica (que no tiene salida al mar). La ausencia de emisarios provoca el alto nivel de sales que se acumulan en el lago. Estas sales también hacen que el agua del lago sea alcalina. Tiene además altos niveles de arsénico.

## Ecosistema
Este lago tiene un ecosistema extraordinariamente productivo basado en el crustáceo del género artemia que prospera en sus aguas, y la mosca alcalina (Ephydra hians), que proveen un hábitat crítico para la anidación de dos millones de aves migratorias anuales. La base de alimentación de estas dos especies es una pequeña alga que se reproduce por escisión.
El ave característica en el lago es el falaropo tricolor, ave migratoria que llega en período invernal, con una población que representa el 10 % mundial de su especie. En la zona se alimentan hasta casi duplicar su peso.
También es zona de invernada para el zampullín cuellinegro.
Las aves playeras incluyen avocetas americanas, correlimos de Alaska, playero manchado, cigüeñuela de cuello negro, chorlitejo blanco —especie amenazada—, zampullín cuellinegro —hasta 30 % de la población mundial—, y la segunda colonia más grande del mundo de gaviota de California.

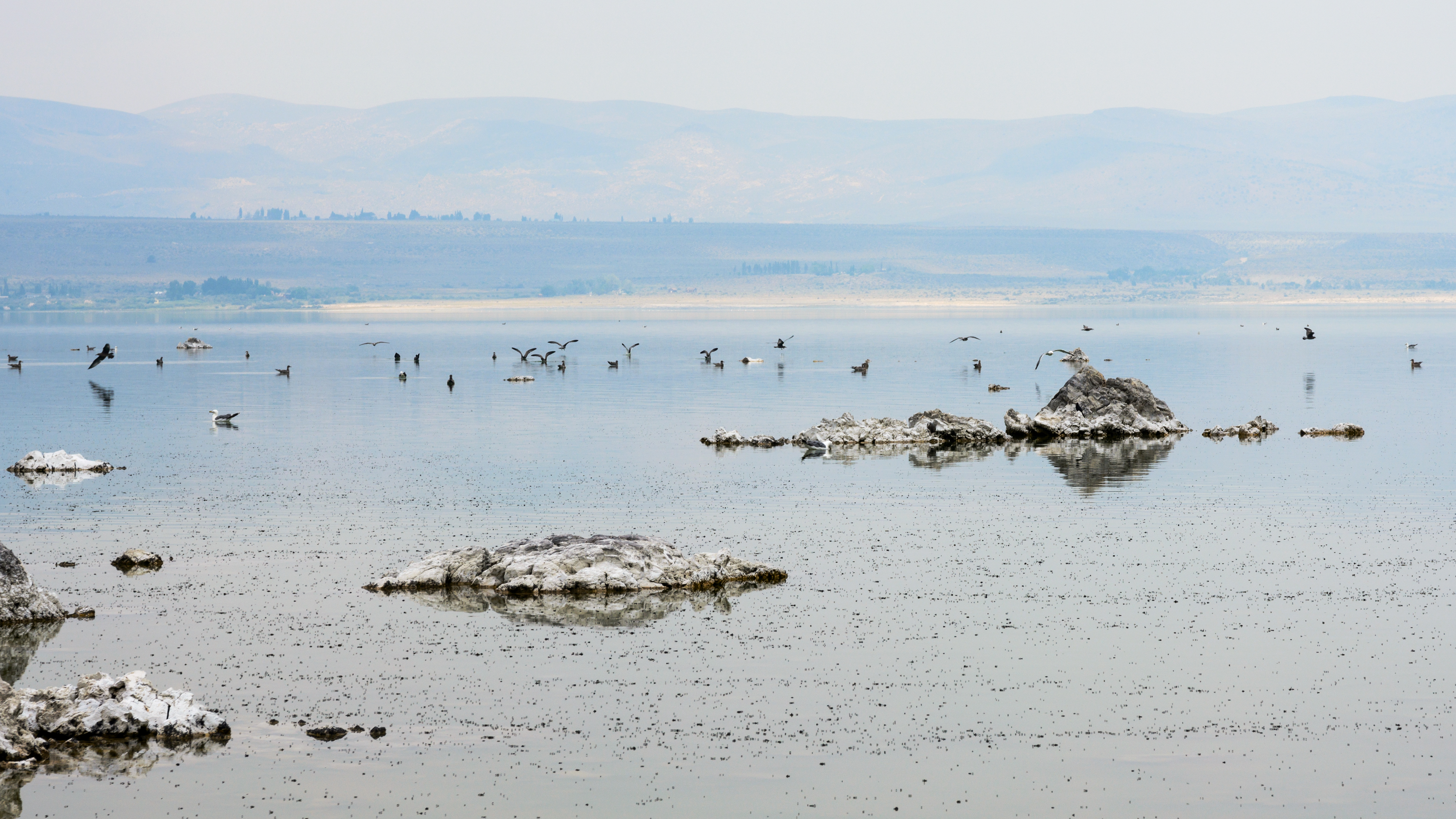
El lago Mono con aves volando

La NASA identificó en el lago una bacteria (GFAJ-1) de  la clase Gammaproteobacteria cuya dieta es pobre en fósforo y rica en arsénico. Es un descubrimiento de gran interés científico, ya que es el primer organismo conocido que puede construir sus componentes celulares utilizando un químico venenoso para cualquier otro.
La historia humana del lago Mono se asocia con su ecosistema productivo. Los nativos Kutzadika'a basaban su nutrición de las larvas de las moscas alcalinas que habitan en el lago.

## Protección
El lago Mono forma parte de la red hemisférica de reservas para aves playeras como sitio de categoría internacional.
Comité Lago Mono:
Cuando la ciudad de Los Ángeles desvió el agua que fluía hacia el lago, bajó su nivel poniendo en peligro a las aves migratorias. El Comité Lago Mono, formado en respuesta, ganó una batalla legal en 1979 que obligó a Los Ángeles a restaurar parcialmente el nivel del lago. El Comité tuvo su origen en el trabajo de un grupo de estudiantes universitarios; en 1975 un ayudante de cátedra en la Universidad Stanford realizó un inventario de los espacios naturales del condado de Mono y luego, junto con los estudiantes de pregrado de la Universidad de California en Davis, la Universidad de California en Santa Cruz y Earlham College, realizaron el primer estudio ecológico integral del lago Mono, publicado en 1977 por el Instituto de Ecología de la Universidad de California. En marzo de 1978 finalmente el comité se convirtió en un proyecto de la Sociedad Nacional Audubon, capítulo Bahía de Santa Mónica, cuyos objetivos son la protección y restauración del ecosistema de la cuenca del lago Mono, la educación pública sobre el lago y los impactos sobre el medio ambiente del uso excesivo del agua, y la promoción de soluciones cooperativas de protección que satisfagan las necesidades reales de agua sin transferir los problemas ambientales a otras áreas.